# Süderhöft
Süderhöft là một đô thị thuộc huyện Nordfriesland, bang Schleswig-Holstein, Đức.